# 天心 (藝人)
吳天心（1975年11月11日—），藝名天心，臺灣女演員、節目主持人與歌手。擁有四分之一烏克蘭血統。
2011年第46屆金鐘獎，她以於電視劇《我的完美男人》之演出（飾沈若薇），獲頒電視金鐘獎戲劇節目女主角獎。

## 生平
天心出生於單親家庭，由母親一人帶大。天心從小就對舞蹈產生興趣，並在十歲那年加入蘭陽舞蹈團學習民族舞蹈。國二時，曾經接拍廣告，但是後來因為升學因素而暫停。直到就讀華岡藝校之後，才又與廣告界接觸，也因此而受到經紀人田希仁矚目，簽約成為旗下藝人。
天心在成為藝人的同年發表了第一張專輯《散散步也可以》，卻因銷售成績不理想而沉寂了一陣子。隔年華岡藝校畢業之後，天心接演由導演陳國富執導的《我的美麗與哀愁》，重新獲得重視。同年受到製作人葛福鴻注意，加入林福地導演為中視拍攝的連續劇《那一年，我們都很酷》的學生陣容中。
天心推出第二張專輯《玩耍》，反應相當不錯，演藝事業開始起飛發展。除擔任綜藝節目主持人外，戲劇方面也展開十足潛力。
1998年，天心赴法國拍攝個人寫真集《Body Code》，並請來當地知名攝影師李察掌鏡。這本寫真集讓天心得到了許多主持的邀請，不但使天心演藝道路更上一層樓。更艷名遠播至香港獲得當地電影演出邀約，惟於香港只短暫發展其後把演藝重心放回台灣。　
2011年以《我的完美男人》中的角色沈若薇，在第46屆金鐘獎奪得戲劇節目女主角獎。
2014年以《親愛的，我愛上別人了》入圍第49屆金鐘獎戲劇節目女主角獎，這也是她第二次入圍本獎項。
2016年以《一把青》入圍第51屆金鐘獎戲劇節目女配角獎。
2016年11月29日宣布與韓國攝影師金英敏結婚。
2020年以《最佳利益》入圍第55屆金鐘獎戲劇節目女主角獎。

## 軼聞
天心與影星舒淇曾於臺北縣新店市大豐國民小學就讀同一班。

## 主持作品

### 電視節目
| 電視台或頻道 | 節目名稱           | 備註                      |
| TVBS頻道     | 《同學請稍息》     |                           |
| 中視         | 《青春偶像劇場》   |                           |
| 華視         | 《笑星撞地球》     | 與吳宗憲、董至成 共同主持 |
| 華視         | 《天生贏家》       | 與曹啟泰、況明潔 共同主持 |
| 衛視中文台   | 《電玩大觀園》     | 第四代主持人              |
| 八大電視     | 《失戀王國》       |                           |
| 公視籌委會   | 《IQ全壘打》       | 與季芹、宋少卿 共同主持   |
| 台視         | 《台灣非常Super》  |                           |
| 華視         | 《當我們同在一起》 |                           |
| 台視         | 《尖峰時刻》       |                           |
| TVBS-G       | 《日本娛樂一週間》 |                           |
| 台視         | 《綜藝掌門人》     |                           |
| TVBS-G       | 《電波美旅》       |                           |
| 東風衛視     | 《Johnny's Power》 |                           |
| 華視         | 《亞洲電動王》     |                           |
| 東風衛視     | 《塔羅魔法心》     |                           |
| 東風衛視     | 《桃色蛋白質》     |                           |
| 東風衛視     | 《東方流行風》     |                           |
| 八大電視     | 《姐姐妹妹站起來》 |                           |
| 中天娛樂台   | 《我的美人計》     |                           |
| 東風衛視     | 《我·爱美麗》      |                           |
| 華視         | 《超級星任務》     |                           |
| 東風衛視     | 《三隻小豬》       |                           |
| 東風衛視     | 《就是愛放電》     |                           |
| 星空衛視     | 《Lady呱呱》       |                           |
| 東風衛視     | 《美食新聞》       |                           |
| 超視         | 《熟女不滿族》     | 與庹宗康搭檔主持          |
| 三立都會台   | 《辣個女生》       | 與楊奇煜搭檔主持          |

### 大型典禮主持

#### 跨年晚會
| 年份 | 節目                                      | 頻道     | 搭檔                        |
| ---- | ----------------------------------------- | -------- | --------------------------- |
| 2003 | 今夜來數羊 台北跨年演唱會                 | 中視     | 胡瓜 康康 高怡平 錦繡二重唱 |
| 2004 | 活力、科技、 Young Young來 台南跨年演唱會 | 年代電視 | 董至成                      |
| 2008 | 和平祈福 台南縣跨年晚會                   | 東風衛視 | 洪都拉斯                    |
| 2010 | 桃園啟航飛向新未來 跨年晚會               |          | 曾國城 王仁甫 季芹          |
| 2011 | 三天二夜一起HIGH 台中跨年晚會             |          | 黃子佼                      |
| 2012 | 義起守住歡樂 高雄跨年晚會                 | 中視     | 吳宗憲 陳漢典 蝴蝶姊姊      |
| 2013 | 全台第義大 高雄跨年晚會                   |          | 胡瓜 歐漢聲                 |
| 2014 | 紫耀義大 高雄跨年晚會                     |          | 胡瓜                        |
| 2018 | 星光璀璨迎花博 台中跨年晚會 (台體大現場)  |          | 曾國城                      |
| 2019 | 台北最High新年城 跨年晚會                 | 華視     | 黑人 海裕芬                 |

#### 金曲獎
| 年份 | 節目                  | 頻道 | 備註       |
| ---- | --------------------- | ---- | ---------- |
| 2012 | 第23屆金曲獎 頒獎典禮 | 台視 | 搭檔黃子佼 |

#### 金鐘獎
| 年份 | 節目                 | 頻道     | 備註               |
| ---- | -------------------- | -------- | ------------------ |
| 2006 | 第41屆金鐘獎頒獎典禮 | 東風衛視 | 搭檔陶晶瑩         |
| 2008 | 第43屆金鐘獎頒獎典禮 | 東風衛視 | 搭檔吳宗憲、侯佩岑 |

#### 金音獎
| 年份 | 節目                    | 頻道     | 備註       |
| ---- | ----------------------- | -------- | ---------- |
| 2012 | 第3屆金音創作獎頒獎典禮 | 東風衛視 | 搭檔馬念先 |

## 音樂作品

### 專輯
| 年份 | 專輯名稱         | 唱片公司 | 曲目 |
| 1993 | 《散散步也可以》 | 寶聯唱片 | 1. 多看你一眼 2. 散散步也可以 3. 如果我是你寶貝 4. 夢太多好不好 5. 你在不在乎 6. 暗戀 7. 別以為先提分手的人會贏 8. 夢飛上天空 9. 再一次謝謝你  |
| 1995 | 《玩耍》         | 鄉城唱片 | 1. 甜蜜白皮書 2. 靚舞到天明 3. 墜入情網 4. 還是你最好 5. 等愛麗思 6. 抓狂星期一 7. 伴你一生 8. 美人魚感冒了 9. 孤孤單單 10. 愛上你從一個吻開始 |

### 單曲
| 年份 | 歌名             | 歌手                                  | 收錄                 |
| ---- | ---------------- | ------------------------------------- | -------------------- |
| 2015 | 我們是團隊尖兵   | 陳奕迅 湯唯 車婉婉 天心 洪天明 張兆輝 | 電影 華麗上班族 插曲 |
| 2015 | 誰是張威         | 陳奕迅 湯唯 天心 張兆輝 郎月婷        | 電影 華麗上班族 插曲 |
| 2015 | 讓小道消息唱起來 | 陳奕迅 湯唯 車婉婉 天心 郎月婷        | 電影 華麗上班族 插曲 |

### 合唱
- 蔡旻佑 〈女大田力小〉

## 演出作品

### 電視劇
| 首播 | 電視台          | 劇名                         | 角色           |
| 1993 | 超視            | 《至胜鲜师》                 |                |
| 1993 | 華視            | 《儿子三个半》               | 蕭菱菱         |
| 1993 | 中視            | 《水晶花》                   |                |
| 1995 | 華視            | 《我愛我妻我愛子》           | 李美蓮         |
| 1995 | 中視            | 《那一年，我們都很酷》       |                |
| 1995 | 中視            | 《老公一百分》               |                |
| 1995 | 華視            | 《乞丐皇帝朱元璋》           | 徐佩瑤(卓佩瑤) |
| 1996 | 中視            | 《山水有相逢》               |                |
| 1997 | 華視            | 《施公奇案之公主招親》       | 鳳格格         |
| 1997 | 華視            | 《施公奇案之笨賊闖天關》     | 姬曼菲         |
| 1997 | 台視            | 《非常任務》                 | 沈芸           |
| 1997 | 中視            | 《中原鏢局II之燕翎義薄雲天》 | 趙燕翎         |
| 1997 | 華視            | 《凡夫俗女》                 | 美美           |
| 1999 | TVBS頻道        | 《二休劇場》                 |                |
| 2000 | 華視            | 《珍珠彩衣》                 | 項明珠         |
| 2002 | 華視            | 《绝世双骄》                 | 宇文霜         |
| 2002 | 中視            | 《来我家吧》                 | 雪兒           |
| 2002 | 中國            | 《刁蛮公主逍遥王》           | 凤仪公主       |
| 2003 | 衛視中文台      | 《第8號當舖》                | 陳精           |
| 2004 | 中國            | 《长剑相思》                 | 杜紅顏         |
| 2005 | TVBS-G          | 《8星報喜》                  | 凱希           |
| 2006 | 華視            | 《假面天使》                 | 宋如寒         |
| 2008 | 華視            | 《這裡發現愛》               | 幻想情人       |
| 2010 | 中天娛樂台      | 《戀戀阿里山》               | 丁萍           |
| 2011 | 台視            | 《我的完美男人》             | 沈若薇         |
| 2011 | 酷6劇場         | 《剩女進化論》               | 韓小雅         |
| 2011 | 民視            | 《廉政英雄》之他是我兄弟     | 黃俐馨         |
| 2012 | 三立都會台      | 《我們發財了》               | 梁子晴         |
| 2013 | 台視            | 《親愛的，我愛上別人了》     | 沈宜臻         |
| 2013 | 台視            | 《結婚好嗎？》               | 楊亞真         |
| 2016 | 公視            | 《一把青》                   | 周瑋訓(小周)   |
| 2017 | 公視            | 《魔幻對決》                 | 顏可茵         |
| 2018 | 騰訊視頻        | 《國民老公》                 | 韓如初         |
| 2019 | 華視 中天娛樂台 | 《最佳利益》                 | 方箏           |
| 2019 | 騰訊視頻 極光TV | 《國民老公2》                | 韓如初         |
| 2019 | Netflix         | 《極道千金》                 | 鄺靜           |
| 2021 | 華視            | 《俗女養成記2》              | 洪育萱         |
| 2022 | Disney+         | 《台北女子圖鑑》             | 許夏荷         |
| 2023 | 公視            | 《最佳利益2－決戰利益》      | 方箏           |
| 2023 | 公視            | 《最佳利益3－最終利益》      | 方箏           |
| 2024 | 公視            | 《我的婆婆怎麼那麼可愛2》    | 葉佳純         |
| 2024 | 三立都會台      | 《Q18量子預言》              | 高明明         |
| 2025 | 三立都會台      | 《婚內失戀－慶祝》           | 林智芸         |
| 2025 | 大愛電視台      | 《我們六個》                 | 郭富美         |
| 2025 | 公視            | 《郵票與舒芙蕾》             | 蘇佳靜         |
| 2025 |                 | 《聰明鎮》                   | 姜玉容         |
| 2026 |                 | 《新手上路》                 |                |

### 電影
| 年份 | 電影名稱                | 飾演角色   |
| 1994 | 《我的美麗與哀愁》      | 咪咪       |
| 1997 | 《報告班長5：女兵報到》 | 吳天心     |
| 1997 | 《英雄向後轉》          | 白雅麗     |
| 1998 | 《女湯》                | 陶水蓮     |
| 1999 | 《我愛777》             | Candy      |
| 1999 | 《少年噶瑪蘭》          |            |
| 2000 | 《決戰紫禁之巔》        | 玉如意     |
| 2005 | 《國士無雙》            | 劉星       |
| 2006 | 《魔鬼天使》            | 阿紅       |
| 2013 | 《阿嬤的夢中情人》      | 金月鳳     |
| 2015 | 《麻雀王》              | 雞胡王之女 |
| 2015 | 《宅女偵探桂香》        | 瑪姬       |
| 2015 | 《華麗上班族》          | 嘉玲       |
| 2016 | 《閉嘴！愛吧》          | 經紀人     |
| 2017 | 《媽，我沒時間》        |            |
| 2023 | 《做工的人 電影版》     | 方淼       |
| 2024 | 《雨》                  | 鳳嬌       |
| 2026 | 《厄魂》                |            |

### 舞台劇
| 年份 | 舞台劇名稱                           | 劇團       |
| 1998 | 《徵婚啟事》                         | 屏風表演班 |
| 2009 | 《步步驚笑》                         | 果陀劇場   |
| 2020 | 《步步驚笑》 「十年經典•豪華陣容版」 | 果陀劇場   |

### MV
| 年份 | 歌名                                | 歌手     | 收錄專輯              |
| ---- | ----------------------------------- | -------- | --------------------- |
| 1991 | 《認錯》                            | 優客李林 | 認錯                  |
|      | 《Just For You》                    | 優客李林 |                       |
| 1997 | 《晚秋的風》                        | 劉漢強   | 愛錯了嗎              |
| 2003 | 《黑色契約》                        | 杜德偉   | 第8號當鋪 原聲帶      |
| 2006 | 《Beautiful Love》 與F.I.R.阿沁合作 | 蔡健雅   | T-time                |
| 2008 | 《巴別塔》                          | 黃立行   | 最後只好躺下來        |
| 2012 | 《女大田力小》                      | 蔡旻佑   | 超級右腦              |
| 2013 | 《轟動武林一首歌》 與范逸臣合作     | 卜學亮   | super 亮              |
| 2019 | 《誤區》                            | 丁噹     | 愛到不要命 Die Lovin' |
| 2019 | 《類情人》                          | 梁靜茹   | 我好嗎？-太陽如常升起 |

## 出版作品

### 寫真集
| 名稱               | 拍攝地點 |
| 《BODY CODE》      | 法國     |
| 《CUORE DI CIELO》 | 義大利   |

### 書籍
| 年份            | 書籍名稱     | 出版社   | ISBN               |
| 1999-11-01 出版 | 《美容湯方》 | 商周出版 | ISBN 9789576674730 |

## 獎項紀錄
| 年份 | 典禮類型                  | 獎項                 | 片名                     | 結果 |
| ---- | ------------------------- | -------------------- | ------------------------ | ---- |
| 2011 | 第46屆金鐘獎              | 戲劇節目女主角       | 《我的完美男人》         | 獲獎 |
| 2014 | 第49屆金鐘獎              | 戲劇節目女主角       | 《親愛的，我愛上別人了》 | 提名 |
| 2014 | 第19屆亞洲電視大獎        | 最佳女主角           | 《親愛的，我愛上別人了》 | 提名 |
| 2016 | 第51屆金鐘獎              | 戲劇節目女配角       | 《一把青》               | 提名 |
| 2016 | 第21屆亞洲電視大獎        | 最佳女配角           | 《一把青》               | 獲獎 |
| 2020 | 第55屆金鐘獎              | 戲劇節目女主角       | 《最佳利益》             | 提名 |
| 2021 | 遊戲橘子《天堂M》年度票選 | 10大年度代言天堂女神 | 《天堂M》                | 獲獎 |

## 外部連結
- 福隆經紀公司天心官方網頁 （页面存档备份，存于）
- 天心的Facebook專頁
- 天心的Instagram帳戶
- 天心的新浪微博
- 天心在香港影庫上的簡介
- 天心在互联网电影资料库（IMDb）上的資料（英文）
- 天心在豆瓣上的资料（简体中文）
- 天心在时光网上的簡介（简体中文）
- 天心在台灣電影網上的資料（繁體中文）